# Sokolniki (województwo zachodniopomorskie)
Sokolniki – wieś w Polsce, położona w województwie zachodniopomorskim, w powiecie goleniowskim, w gminie Maszewo.
W latach 1975–1998 miejscowość położona była w województwie szczecińskim.

## Zabytki
- Kościół z XV wieku, zbudowany na planie prostokąta z wschodnim szczytem ozdobionym blendami, w XIX w. dobudowano wieżę zwieńczoną czterema szczytami wimpergowymi, narożnymi sterczynami i hełmem wiciowym. Z dawnego wyposażenie zachowała się barokowa ambona, empora i płyta nagrobna[3].